# نبردهای ایشی‌یاما هونگان
نبردهای ایشی‌یاما هونگان یا محاصره‌های ایشی‌یاما هونگان (به ژاپنی: 石山合戦) به مجموعه نبردهای ۱۰ ساله‌ای گفته می‌شود که از ۱۱ اکتبر ۱۵۷۰ تا ۱۰ اوت ۱۵۸۰ مابین نیروهای معبد ایشی‌یاما هونگانِ معبد اصلی شین بودیسم و اودا نوبوناگا درگرفت. در زمان این نبرد راهب بزرگ و رهبر معبد ایشی‌یاما هونگان کننیو بود.

## زمینه
در سال ۱۵۶۸ نوبوناگا توانست به درخواست آشیکاگا یوشی‌آکی برادر کوچکتر شوگون سیزدهم آشیکاگا یوشی‌ترو با موفقیت به کیوتو لشکرکشی کند. پس از وارد شدن آشیکاگا یوشی‌آکی جانشین شوگون چهاردهم آشیکاگا یوشی‌هیده که مقام برادرش را غصب کرده بود، شد. نوبوناگا بعد از کیوتو توانست بیشتر نواحی اطراف پایتخت را متصرف شود. نوبوناگا به اسم خاندان شوگون از رهبران معابد درخواست پرداخت هزینه سپاهش رامی‌کرد و در صورت قبول نکردن دست به اقداماتی نظیر ضبط اموال می‌زد. به همین منوال از معبد هونگان درخواست ۵۰۰۰ کان به اسم کمک به بازسازی کاخ امپراتوری کیوتو را کرد که رهبر معبد هونگان این مبلغ را پرداخت.
در نیمه دوم سال ۱۵۶۹ روابط نوبوناگا با شوگون پانزدهم آشیکاگا یوشی‌آکی بتدریج رو به وخامت گذاشت. ماه نهم همان سال نوبوناگا نبرد دیگری را با خاندان میوشی آغاز کرد و این خاندان توسط آشیکاگا یوشی‌آکی از کیوتو رانده شدند. در همین هنگام کونوئه ساکی‌هیسا از رهبر معبد هونگان، کننیو درخواست کرد که از خاندان میوشی حمایت کند. این اقدام در جهت حذف آشیکاگا یوشی‌آکی که در مقابل دربار ژاپن ایستاده بود انجام شد و ارتباط مستقیمی با اودا نوبوناگا نداشت. گواهی این مطلب این است که هنگامی که آشیکاگا یوشی‌آکی از کیوتو رانده شد، کونوئه ساکی‌هیسا دوباره به کیوتو بازگشت و در مرکز نیروهای نوبوناگا جای گرفت.

## روند نبرد
در ماه نهم سال ۱۵۷۰ نوبوناگا به رهبر معبد کننیو پیغام داد که معبد هونگان را ویران خواهد کرد. پیروان معبد هونگان پس از شنیدن این خبر به نیروهای نوبوناگا که در منطقه فوکوشیمای ولایت ستسو برای نبرد با سه ژنرال میوشی جمع شده بودند حمله کردند و بعد از حمله به معبد بازگشتند. نوبوناگا در این هنگام در حال نبرد شیگا بود و از چهار طرف در حلقه محاصره و نبرد قرار داشت به همین علت در این زمان حمله پیروان معبد را نادیده گرفت. نوبوناگا از دربار ژاپن درخواست کرد که به عنوان میانجی مابین وی و معبد هونگان مداخله کند و نبرد را با این معبد به حالت تعلیق درآورد. این نبرد که کمترین از یک ماه به طول انجامید نبرد قلعه نودا . قلعه فوکوشیما نامیده می‌شود.
تقریباً همزمان با معبد هونگان و به پیروی از این معبد در ناگاشیما نیز ناگاشیما ایکو-ایکی رخ داد و شورشیان توانستند قلعه ناگاشیما را تصرف کنند. سپس شورشیان به قلعه کوکیئه که توسط اودا نوبواوکی محافظت می‌شد، حمله بردند. اودا نوبواوکی از نوبوناگا و ارباب قلعه کووانا، تاکیگاوا ایچی‌ماسو تقاضای نیروی کمکی برای مقابله با این حمله کرد. اما نوبوناگا در نبرد شیگا درگیر با نیروهای آساکورا یوشیکاگه، آزای ناگاماسا و راهبان مسلح (سوهی) معبد انریاکو در کوه هیئی بود و نتوانست به وی نیروی کمکی برساند. تاکیگاوا ایچی‌ماسو نیز قلعه‌اش در نزدیکی این قلعه قرار داشت در این زمان توسط شورشیان بودایی محاصره شده بود. ۶ روز بعد قلعه کوکیئه سقوط کرد و شورشیان اودا نوبواوکی را وادار به هاراکیری کردند. به‌طور طبیعی این پس به صورت دشمن نوبوناگا درآمد.
در سال ۱۵۷۱ نوبوناگا به ناگاشیما حمله کرد که با شکست وی خاتمه یافت. در سال ۱۵۷۲ نوبوناگا محلی برای اقامت خود در کیوتو ساخت و کننیو برای وی به این مناسبت هدایایی ارسال کرد.
در سال ۱۵۷۳ نوبوناگا بار دیگر به ناگاشیما حمله کرد و با شکست مواجه شد. در ماه یازده همان سال بخاطر ارسال تنموکو (نوعی سرامیک و پرسلان ژاپنی) از کننیو تشکر کرد. تا این زمان بین نوبوناگا و کننیو به صورت مستقیم آتش مبادله نشده بود و هر دو طرف درگیر جنگ اطلاعاتی بودند. کننیو احتمالاً در سال ۱۵۷۲ با تاکدا شینگن و موری تروموتو مخفیانه پیمان وحدت را بسته بود. در این دوره طرفین همدیگر را زیر نظر داشتند و به نوعی در حال جنگ سرد بودند.

## نابودی شورش ناگاشیما. اچیزن
نوبوناگا آساکورا یوشیکاگه و آزای ناگاماسا را یکی پس از دیگری نابود کرد و قلمروی خاندان آساکورا، ولایت اچیزن را به قلمروی خود زمینه کرده و مقام شوگودای (معاون فرمانداری) این ولایت را به ملازم این خاندان مائه‌با یوشی‌تسوگو سپرد. اما رفتار یوشی‌تسوگو با اهالی خشونت‌آمیز بود و سال پس از آن در سال ۱۵۷۵ شورشیان بودایی تودا ناگاشیگه را که قبلاً ملازم خاندان آساکورا بود و در آن زمان به خدمت نوبوناگا درآمده بود را کشتند. علاوه بر این مردمی که به شورشیان بودایی پیوسته بودند توسط شورش عاملان نوبوناگا در منطقه را برکنار کرده و شورشیان بودایی ولایت اچیزن نیز نظیر کاگا ایکی کنترل ولایت اچیزن را در دست خود گرفتند. این شورش اچیزن ایکو-ایکی نامیده می‌شود. به این ترتیب نوبوناگا دید که ولایت اچیزن را که با زحمت شرکت در نبرد و نابودی خاندان آساکورا به دست آورده به دست شورشیان بودایی این ولایت افتاده‌است.
پس از شنیدن خبر تسلط شورشیان بودایی بر ولایت اچیزن، کننیو رهبر فرقه هونگانجی، شیچیری یوریچیکا را به ولایت اچیزن اعزام کرد و شیموتسوما رایشو را به عنوان شوگو «فرماندار» ولایت اچیزن گماشت. از این به بعد رابطهٔ نوبوناگا با کننیو به‌طور آشکار خصمانه شد و به طرف معبد ایشی‌یاما هونگان لشکرکشی کرد. به این ترتیب فرقه هونگانجی در سه جبهه ناگاشیما، ولایت اچیزن و معبد ایشی‌یاما هونگان در اوساکا با اودا نوبوناگا درگیر جنگ بود که هر سه منطقه مناطق مستقل شمرده می‌شدند.
در طی آخرین مرحله محاصره‌های ناگاشیما، در سال ۱۵۷۴ نوبوناگا از تمامی قلعه‌ها خود سرباز جمع‌آوری کرده و در ماه اوت از راه زمین و دریا به ناگاشیما حمله‌ور شد. قلعه‌ها و باروهای ناگاشیما یکی پس از دیگری سقوط کردند و شورشیان فرار کرده و در دو قلعه باقی‌مانده یاچوشیما و ناکائه پناه گرفتند. نوبوناگا این دو قلعه را محاصره کرده و قلعه‌ها را به آتش کشید. در این حمله تمامی ۲۰٬۰۰۰ نفر مردان و زنانی که در داخل قلعه‌ها بودند کشته شدند.
در سال ۱۵۷۵ نوبوناگا در پایان نبرد قلعه تاکایا، توانست متحد هونگانجی، میوشی یاسوناگا صاحب قلعه تاکایا را وادار به تسلیم کند. دایمیوی ولایت کای و ولایت شینانو، تاکدا کاتسویوری در نبرد ناگاشینو در برابر نوبوناگا شکست خورد. پس از آن مدتی نوبوناگا به سپاهیان خود فرصت استراحت داد و سپس به سوی ولایت اچیزن لشکرکشی خود را آغاز کرد. از طرفی دیگر در ولایت اچیزن به علت مالیات کلانی که فرستاده کننیو و فرماندار ولایت شیموتسوما رایشو بر مردم بسته بود، مردم این بار علیه فرماندار شورش کرده بودند و دو دستگی در بین شورشیان این ولایت به وجود آمده بود. به علت همین آشوب بود که سپاه نوبوناگا توانست به آسانی کنترل این ولایت را به دست بگیرد و علاوه بر آن تا جنوب ولایت کاگا پیشروی کند.
بدین ترتیب از سه پایگاه فرقه هونگانجی دو پایگاه به دست نوبوناگا افتاد. کننیو پس از شنیدن اخبار مربوط ناگاشیما با نوبوناگا بار دیگر صلح کرد اما این بار شرایط به نحوی تنظیم شده بود که بیش از قبل به نفع نوبوناگا بود. از طرف دیگر نوبوناگا در این زمان در حلقه محاصره خاندان تاکدا، اوئه‌سوگی و موری گرفتار شده بود و این پیشنهاد صلح برای وی نیز سود داشت.
از طرف دیگر خاندان موری دایمیوی بزرگ منطقه چوگوکو توانست خاندان میمورا را که به نوبوناگا گراییده بود را در مناقشه بیچو شکست دهد و ولایت بیچو را تصرف کند. خاندان موری همچنین در ولایت بیزن و ولایت میماساکا هم با اوکیتا نائوایه پیوند وحدت بسته اوراگامی مونه‌کاگه و میئورا ساداهیرو را پس از شکست در نبرد تنجین یاماجو از املاک خود راند و به این ترتیب حوزه خاندان موری به سمت شرق ژاپن گسترده شد و امکان حمله به ولایت هاریما برای این خاندان فراهم شد. همچنین از راه دریا نیز امکان راهیابی به دریای داخلی ستو و ارتباط با معبد ایشی‌یاما هونگانجی در اوساکا امکانپذیر شد.

## نبرد تننوجی (۱۵۷۶).نخستین نبرد کیزوگاواگوچی
در بهار سال ۱۵۷۷ کننیو و آشیکاگا یوشی‌آکی که به پناهندگی خاندان موری درآمده بود و از طرف این خاندان حمایت می‌شد، لشکری فراهم کردند. نوبوناگا به ژنرال ارشد خود آکچی میتسوهیده دستور داد تا معبد ایشی‌یاما هونگان را از سه طرف محاصره کند. با این حال این معبد از طرف (امروزه چوئو، اوساکا و نانیوا، اوساکا) به دریا راه داشت و اسلحه و نیازهای معبد از این طریق تأمین می‌شد. سپاه نوبوناگا به قصد مسدود کردن این راه دریایی حمله‌ای انجام داد که نیروهای معبد با سپاهی در حدود ۱۰٬۰۰۰ نفر این حمله را دفع کردند و توانستند نیروهای نوبوناگا را محاصره کرده و قلعه آنان را محاصره کنند. هارادا نائوماسا نیز فرمانده نیروهای نوبوناگا بود، در این حمله کشته شد. آکچی میتسوهیده از اودا نوبوناگا تقاضای نیروی کمکی کرد.
نوبوناگا پس از شنیدن خبر این شکست از تمام مناطق تقاضای ارسال سرباز کمکی کرد اما موفق نشد بزودی و با سرعت سپاه لازم را جمع‌آوری کند. در نتیجه، نوبوناگا بی‌تاب شد، او ارتشی متشکل از ۳٬۰۰۰ سرباز را رهبری کرد و به ارتش ۱۵٬۰۰۰ نفری هونگانجی در اطراف تننوجی حمله کرد. نوبوناگا توانست در نبرد تننوجی (۱۵۷۶) نیروهای خود را محاصره معبد تننو/ تننوجی بیرون بیاورد همچنین پس از شکستن محاصره و ورود به قلعه، بلافاصله به میتسوهیده و سایر سربازان داخل قلعه ملحق شد. نیروهای کننیو پس از این شکست عقب نشستند و به معبد ایشیاما هونگان بازگشتند. سپس نوبوناگا به ساکوما نوبوموری دستور داد که معبد ایشییاما هونگان را از هر چهار طرف محاصره کند. معبد که از نظر اقتصادی در مضیقه بود از خاندان موری تقاضای کمک کرد. موری تروموتو به این تقاضا پاسخ مثبت داده و در روز پانزدهم از ماه هفتم ۱۵۷۶ بین ۶۰۰–۸۰۰ کشتی سپاه دریایی خاندان موری که حامل سلاح و مهمات بودند در اوساکا پدیدار شدند. نوبوناگا به سرعت دست به عمل زد و در حدود ۳۰۰ کشتی نیروی دریایی کوکی دهانه رود کیزو در اوساکا را مسدود کردند. نیروی دریایی موری که از نظر تعداد بر نیروی دریایی نوبوناگا برتری داشتند با تیر آتش. بو-هیا (پرتاب مواد آتش‌زا) (پرتاب مواد آتش زا) به کشتی‌های نوبوناگا حمله کرده و آن‌ها را به آتش کشیدند. بدین ترتیب اولین نبرد از نبردهای کیزوگاواگوچی با شکست نوبوناگا خاتمه یافت و خاندان موری موفق شد اسلحه و مواد مورد نیاز معبد را از راه دریا تأمین کند. نوبوناگا نیز چاره ای جز ادامه محاصره از سه طرف که به خشکی محدود می‌شد در خود نیافت.

## تسخیر ولایت کی
در روز دوم از ماه دوم سال ۱۶۷۷، بخشی از سایکا شو که با معبد هونگان همکاری نداشتند و معبد نگورو-جی با نوبوناگا پنهانی تماس برقرار کردند. نوبوناگا با توجه به این تماس‌ها در روز سیزدهم از ماه دوم به ولایت ایزومی و ولایت کی حمله کرد. همچنین سایکا شو در ولایت کی را مورد حمله قرار داد.

## دومین نبرد کیزوگاواگوچی
بعد از شکست در اولین نبرد کیزوکاواگوچی نوبوناگا به کوکی یوشیتاکا فرمانده نیروی دریایی کوکی، دستور ساخت کشتی دارای توپ داد. با ساخت چنین کشتی ای نوبوناگا توانست در دومین نبرد کیزوگاواگوچی نیروی دریایی موری را شکست دهد.

## صلح
در سال ۱۵۷۸ میلادی با خیانت ملازم نوبوناگا، آراکی موراشیگه و پیوستن به معبد هونگان و درگیر شدن نوبوناگا در محاصره ایتامی (۱۵۷۹) و همچنین درگیر شدن تویوتومی هیده‌یوشی در محاصره میکی ادامه نبرد با معبد هونگان برای نوبوناگا مشکل شد و وی از دربار ژاپن خواست که مداخله کرده تا وی بتواند پیمان صلحی با معبد هونگان منعقد کند. دربار ژاپن پیشنهاد صلح را به کننیو ارائه داد اما کننیو پاسخ داد بدون رضایت خاندان موری حاضر به قبول این پیشنهاد صلح نیست. نوبوناگا نیز برای کسب رضایت خاندان موری از طرف خود فرستاده به این خاندان فرستاد. اما بلافاصله پس از آن پیروزی در دومین نبرد از نبردهای کیزوگاواگوچی نوبوناگا ادامه مذاکره صلح را متوقف کرد و به ملازم قدیم خود آراکی موراشیگه حمله کرد.
پس از شکست خاندان موری در دومین نبرد از نبردهای کیزوگاواگوچی مسیر رساندن تجهیزات جنگی و موادغذایی به معبد ایشی یاما هونگان قطع شد و رهبر معبد که نگران اتمام این ذخایر بود. به غیر از آن در ماه دهم سال ۱۵۷۹ قلعه ایتامی متعلق به آراکی موراشیگه سقوط کرد. قلعه میکی نیز توسط اربای آن بشو ناگاهارو با نوبوناگا در حال جنگ بود نیز کاملاً در وضعیت نزدیک به شکست بود. به همین جهت در ماه دوازدهم کننیو جهت یک صلح دائم به‌طور پنهانی به دربار ژاپن اطلاع رساند که مایل است مذاکرات صلح را دوباره انجام دهد. نوبوناگا نیز به وسیله کونوئه ساکی‌هیسا از مقامات درباری موافقت خود را با صلح اعلام کرده و بدین ترتیب پیمان صلح بین نوبوناگا و کننیو در سال ۱۵۸۰ میلادی بسته شد. کننیو پس از این پیمان صلح قلعه را ترک کرد اما پسر ارشد وی که موافق این پیمان صلح نبود، مقاومت را تا چند ماه دیگر ادامه داد تا اینکه وی نیز به ناچار تسلیم شد. پس از اینکه راهبان معبد هونگان را ترک کردند، این معبد به طرز مرموزی کاملاً سوخت و نابود شد. دلیل این آتش‌سوزی مشخص نشده‌است.
پس از آن نوبوناگا به دو تن از ملازم خود اودا نوبوزومی و نیوا ناگاهیده دستور ساختن قلعه‌ای جدید را برجای معبد ایشی‌یاما هونگان داد. این قلعه توسط جانشینان نوبوناگا تکمیل شد و امروزه قلعه اوساکا نامیده می‌شود.